# Parque Nacional Morne Diablotin

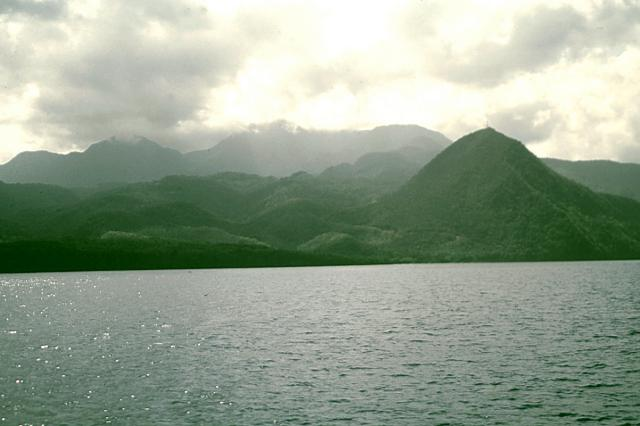
Morne Diablotins, o maior vulcão em Dominica, está localizado dentro do Parque Nacional Morne Diablotin

O Parque Nacional Morne Diablotin é um parque nacional nas cordilheiras do norte de Dominica, uma nação insular das Caraíbas. O parque ocupa uma área de 8.242 hectares, correspondendo a 4,4% da área do país. Foi criado em janeiro de 2000, principalmente para proteger o habitat do papagaio imperial, uma espécie de ave endémica que é um símbolo nacional de Dominica.
O parque é o lar de Morne Diablotin, com 1.447 metros de altura, a montanha mais alta da ilha e a segunda montanha mais alta das Pequenas Antilhas.